# Javier Fernández Aguado
Javier Fernández Aguado (Madrid, 1961) és doctor en Economia, escriptor i expert en Management.
Nascut a Madrid, és doctor en Ciències Econòmiques i Empresarials per la Universitat Complutense de Madrid (1996). Entre els seus guardons es troben el Premi Nacional J. A. Artigas a la millor recerca en Ciències Socials 1997, i és l'únic espanyol que ha rebut el premi Peter Drucker a la Innovació en Management (EUA, 2008).
Fernández Aguado ha escrit trenta-tres llibres.
Creador de sis models de gestió, dos de diagnòstic organitzatiu: "Gestió de l'Imperfecte" i "Patologies organitzatives"; i altres de transformació: "Feelings Management", "Will Management", “Liderar en la incertesa”, i "Direcció per Hàbits".
S'han escrit tres-cents llibres i assajos analitzant el seu pensament. Una vintena d'ells, procedents de sis països d'Europa i Amèrica, que han estat recollits pel britànic Christopher Smith en el llibre “El management del segle XXI. Reflexions sobre el pensament de Javier Fernández Aguado“. Entre altres, participen en aquest llibre Eduard Punset, Marcos Urarte i Nuria Chinchilla.
L'any 2010 es va celebrar a Madrid un Simposi per analitzar el seu pensament. Van assistir 600 professionals de dotze països d'Europa i Amèrica. Mesos després va ser publicat un llibre amb les ponències.

## Publicacions[3]

### Individuals
- Le sfide dell'esistenza, Ares, 1990.
- La causa sui en Descartes, Semsa, 1991.
- La arrogancia de Hayek, UCM, 1993.
- Historia de la Escuela de Comercio de Madrid y su influencia en la formación gerencial española (1850-1970), AECA-Icotme, 1997.
- La formación como ventaja competitiva, ESUMA-University of Hertfordshire, 1997.
- Ética, profesión y virtud, Grupo de Estudios Jurídicos, 1998.
- Habilidades directivas: una aproximación, Seguros Génesis, 1999.
- Dirigir personas en la empresa. Enfoque conceptual y aplicaciones prácticas, Pirámide, 1999.
- Sobre el hombre y la empresa, Instituto Superior de Técnicas y Prácticas Bancarias-ISTPB, 1999.
- Crear empresa, CIE Dossat 2000, 2000.
- Mil consejos para un directivo, CIE Dossat 2000, 2000.
- Dirección por Hábitos y Desarrollo de Personas, La Caixa, 2001.
- La gestión de lo imperfecto, La Caixa, 2001.
- Dirección por Valores, AECA, 2001.
- La empresa en el cine. 70 películas para la formación empresarial, CIE Dossat 2000, 2001.
- Curso de habilidades directivas, Instituto Superior de Técnicas y Prácticas Bancarias-ISTPB, 2001.
- La felicidad posible, CIE Dossat 2000, 2001.
- Dirigir y motivar equipos. Claves para un buen gobierno, Ariel, 2002.
- Management: la enseñanza de los clásicos, Ariel, 2003.
- Managing the Imperfect, Instituto de Estudios Superiores-Deloitte, 2003.
- Management par la Valeur, Safetykleen, 2003.
- Feelings Management. La Gestión de los sentimientos organizativos, la Caixa, 2004.
- Liderar en tiempos de incertidumbre, Mindvalue-Hertz, 2005.
- Fundamentos de organización de empresas. Breve historia del Management, Narcea, 2006.
- Patologías organizativas, Mindvalue, 2007.
- Formar directivos y otros ensayos, Instituto Internacional Bravo Murillo, 2007.
- El alma de las organizaciones, MindValue, 2009.
- Templarios. Enseñanzas para organizaciones contemporáneas, MindValue, 2010.
- Versión con introducción y notas de Ética a Nicómaco, de Aristóteles, LID, 2001.
- Preparar la postcrisis. Enseñanzas de la Grecia clásica, Crecento-Expansión, 2010.
- 1010 Consejos para un emprendedor, LID, 2011.
- El diccionario del liderazgo, LID, 2012.
- Roma, Escuela de directivos, LID, 2012.
- Egipto, Escuela de directivos, LID, 2013
- El management del III Reich, LID, 2015
- ¡Camaradas! De Lenin a hoy, LID, 2017
- Jesuitas, liderar talento libre, LID, 2018

### Col·lectives
- Diccionario enciclopédico Empresarial, BBV-Instituto Superior de Técnicas y Prácticas Bancarias-ISTPB, 1999.
- El euro y la empresa, Instituto Superior de Técnicas y Prácticas Bancarias-ISTPB, 1999.
- Cómo elaborar un manual de franquicia. Un ejemplo práctico, CIE Dossat 2000, 2000.
- Proverbios para la empresa. Sabiduría de siempre para directivos de hoy, CIE Dossat 2000, 2ª edición, 2000.
- Manual de creación de empresa. Como emprender y consolidar un proyecto empresarial, Edisofer, 2000.
- Técnicas para mejorar la gestión empresarial, Instituto Superior de Técnicas y prácticas Bancarias, 2000.
- Gestión y Dirección de Recursos Humanos, Instituto Superior de Técnicas y prácticas Bancarias, 2000.
- La inversión bursátil sin secretos, Instituto Superior de técnicas y prácticas Bancarias-BBVA, 2000.
- La ética en los negocios, Ariel, 2001.
- Diccionario Enciclopédico Profesional de Finanzas y Empresa, ACCENTURE-Instituto Superior de Técnicas y Prácticas Bancarias, 20001.
- Dirigir en el siglo XXI, Deusto, 2002.
- Nuevas claves para la Dirección Estratégica, Ariel, 2002.
- Management español: los mejores textos, Ariel, 2002.
- Creación de empresa; los mejores textos, Ariel, 2003.
- Desaprendizaje organizativo, Ariel, 2004.
- Ética y actividad empresarial, Minerva, 2004.
- Will Management, GEC, 2004.
- La concepción española del liderazgo, Deloitte-Instituto de Empresa, 2004.
- Progreso directivo y Coaching empresarial, Eunsa, 2005.
- Feelings Management. Una aplicación práctica, Thinking Heads, 2005.
- La contabilidad como magisterio. Homenaje al profesor Rafael Ramos Cerveró, Universidad de Sevilla-Universidad de Valladolid, 2005.
- El arte de emprender. Manual para la formación de emprendedores, Universidad Nebrija-BBVA, 2007.
- Cambiar para crecer, Confederación Española de Directivos y Ejecutivos-CEDE, 2007.
- Patologías en las organizaciones, LID, 2007.
- La soledad del directivo, LI, 2011.
- La sociedad que no amaba a las mujeres, LID, 2012.
- Claves del Management, LID, 2013.